# Pablo Hurtado
Pablo Hurtado Castañeda (* 27. März 1932 in Togüí (Departamento de Boyacá)) war ein kolumbianischer Radrennfahrer.

## Sportliche Laufbahn
Hurtado war Teilnehmer der Olympischen Sommerspiele 1956 in Melbourne. Im olympischen Straßenrennen kam er auf den 39. Platz. In der Mannschaftswertung  des Straßenrennens belegte das Team aus Kolumbien mit Jaime Villegas, Ramón Hoyos, Pablo Hurtado und Jorge Luque den 8. Rang.
1960 in Rom startete er erneut bei den Sommerspielen. Im Mannschaftszeitfahren kam das Team mit Rubén Darío Gómez, Roberto Buitrago, Pablo Hurtado und Hernán Medina auf den 16. Platz. Im olympischen Straßenrennen schied er beim Sieg von Wiktor Kapitonow aus.
Bei den Zentralamerika- und Karibikspielen 1959 gewann Hurtado die Goldmedaille im Mannschaftszeitfahren mit         Efraín Forero, Ramón Hoyos sowie Antonio Montilla und gewann Silber im Straßenrennen.
1957, 1958 und 1959 gewann er eine Etappe in der Vuelta a Colombia. 1960 waren es drei Tageserfolge.